# Fusidinsyre
Fusidinsyre er et antibiotikum udvundet fra svampen Fusidium Coccineum. Den er dog også blevet isoleret fra forskellige mugarter. Fusidinsyre blev udviklet af LEO Pharma i Ballerup, Danmark og blev taget i brug i 1960'erne.

## Egenskaber
Fusidinsyre virker som antibiotikum ved at den hæmmer gram-positive bakteriers reproduktion, dvs. at den ikke direkte udrydder bakterierne, og den betegnes derfor som ”bakteriostatisk”. Den har dog også effekt på enkelte gram-negative bakterier.
En vigtig egenskab for fusidinsyre er, at den bruges til at behandle bakterieinfektioner, der ellers er svære at behandle med antibiotika. Dog må fusidinsyre ikke bruges alene til behandling af sådanne infektioner – stoffet skal kombineres med andre som eksempelvis rifampicin. En af grundene til dette er, at bakterierne udvikler resistens overfor fusidinsyre, hvis stoffet i behandlingen ikke kombineres med andre, det gør sig også gældende ved behandling med fx hudcreme og øjendråber der indeholder ren fusidinsyre.

## Bivirkninger
Kendte bivirkninger ved behandling med fusidinsyre inkluderer leverirritationer, der bevirker, at patientens hud, samt det hvide i øjnene, kan blive gulligt. Desuden kan man også opleve, at urinen bliver mørkere. Disse bivirkninger ophører dog som regel hurtigt efter endt behandling med fusidinsyre.

## Tilladelser
Det kan bemærkes at fusidinsyre ikke er tilladt i USA, men føres dog som natriumfusidat. I bl.a. Canada, Europa og Australien sælges fusidinsyre som receptpligtig medicin.